# Elvis Costello
Elvis Costello, właściwie Declan Patrick MacManus (ur. 25 sierpnia 1954 w Londynie) – brytyjski muzyk rockowy, piosenkarz, kompozytor. 
Artysta zdobył wiele nagród w swojej karierze, w tym nagrody Grammy w 1999 i 2020, był także dwukrotnie był nominowany do nagrody Brit Awards. W 2004 magazyn Rolling Stone umieścił Costello na 80. miejscu na swojej liście 100 największych artystów wszech czasów. W 2003 Elvis Costello i grupa The Attractions zostali wprowadzeni do Rock and Roll Hall of Fame. 

## Życiorys
Ojciec Elvisa Costello był muzykiem jazzowym, grającym w big-bandzie Joe Lossa. Declan Patrick jako dziecko wychowywał się w otoczeniu muzyki i odebrał staranne wykształcenie muzyczne. W domu obok jazzu słuchano amerykańskiej muzyki pop spod znaku Motown oraz rock and rolla. Choć uzyskał wykształcenie techniczne jako informatyk i nawet rozpoczął pracę jako programista, ciągnęło go do muzyki. Wieczorami po pracy grywał w miejscowych pubach mieszankę rock and rolla, rhythm and bluesa i country. 

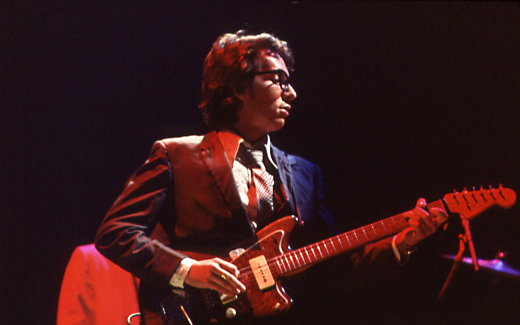
Elvis Costello w 1978

Legenda głosi, że w 1976 przez nikogo nie zapowiedziany i nieproszony Costello, z gitarą w ręku wtargnął do biura menedżera wytwórni Stiff Records. Wyszedł z niego z gotowym kontraktem płytowym. Kilka miesięcy później był już popularnym artystą. 
Początek kariery Elvisa Costello zbiegł się z popularnością punk rocka. Pierwszym jego przebojem była piosenka Less Than Zero (Mniej niż zero). Ten punkowy hymn dorównywał w swym nihilizmie produkcjom Sex Pistols i werwie Ramones. Wkrótce potem Costello związał się z grupą The Attractions. Punk rock był tylko początkiem. Wkrótce Costello rozpoczął łamanie wszelkich barier pomiędzy punkiem, hard rockiem, popem i rhythm and bluesem, inicjując ruch nowej fali w muzyce rockowej. 
Do największych przebojów Costello należą: She, Less Than Zero, (I Don't Want to Go To) Chelsea, Pump It Up, This Year's Girl, Lipstick Vogue, Radio Radio, Oliver's Army, (What’s So Funny ’Bout) Peace, Love, and Understanding, I Can't Stand Up for Falling Down, Man Out of Time, Town Cryer, Shabby Doll, The Long Honeymoon, Almost Blue, Everyday I Write the Book, I Wanna Be Loved, Peace in Our Time i wiele innych.
W czerwcu 2008 roku Costello zagrał w Polsce koncert na poznańskiej Malcie. W 2010 roku odwołał zaplanowane na 30 czerwca i 1 lipca koncerty w Izraelu z powodu izraelskiej okupacji w Palestynie.

## Życie prywatne

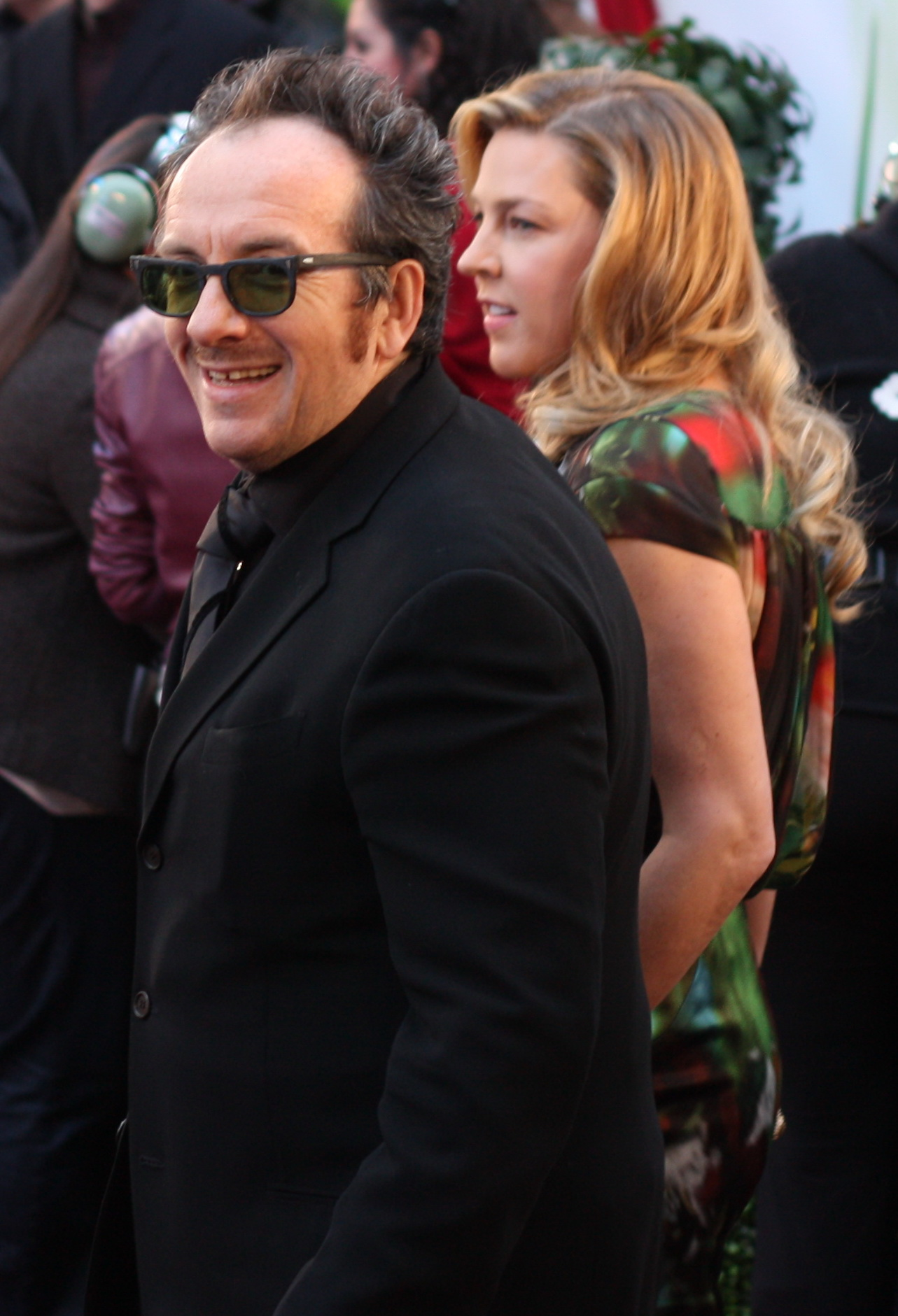
Elvis Costello z małżonką

Costello był trzykrotnie żonaty. Z pierwszą żoną, poślubioną w 1974 Mary Burgoyne ma syna Matthew. W 1985 związał się z Cait O'Riordan, ówczesną basistką londyńskiej grupy The Pogues. Pobrali się w 1986 i rozstali się pod koniec 2002. W grudniu 2003 w domu Eltona Johna poślubił kanadyjską wokalistkę i pianistkę jazzową – Dianę Krall. 6 grudnia 2006 w Nowym Jorku Krall urodziła synów bliźniaków.
Muzyk jest wegetarianinem. Costello od dzieciństwa jest zapalonym fanem klubu piłkarskiego FC Liverpool.

## Dyskografia
- 1977 My Aim Is True
- 1978 Live at the El Mocambo (z The Attractions)
- 1978 This Year's Model (z The Attractions)
- 1979 Armed Forces (z The Attractions)
- 1980 Get Happy!! (z The Attractions)
- 1981 Almost Blue (z The Attractions)
- 1981 Trust (z The Atractions)
- 1982 Imperial Bedroom (z The Attractions)
- 1983 Punch the Clock (z The Attractions)
- 1984 Goodbye Cruel World (z The Attractions)
- 1986 Blood & Chocolate (z The Attractions)
- 1986 King of America
- 1989 Spike
- 1991 Mighty Like a Rose
- 1993 The Juliet Letters
- 1994 Brutal Youth
- 1994 G.B.H.
- 1995 Deep Dead Blue, Live at Meltdown
- 1995 Kojak Variety
- 1996 All This Useless Beauty (z The Attractions)
- 1996 Jake's Progress (Original Music from the Channel Four Series)
- 1997 Terror & Magnificence
- 1998 Painted from Memory
- 1999 The Sweetest Punch: The Songs of Costello and Bacharach
- 2002 When I Was Cruel
- 2003 North
- 2003 The Girl in the Other Room – Diana Krall (jako kompozytor)
- 2004 Il Sogno
- 2004 The Delivery Man
- 2008 Momofuku
- 2009 Secret, Profane & Sugarcane
- 2010 National Ransom
- 2018 Look Now
- 2020 Hey Clockface
- 2022 The Boy Named If